# St. Concordia (Ruhla)

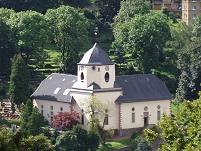
Ruhla, St.-Concordia-Kirche

Die Kirche St. Concordia ist eine evangelische Kirche der thüringischen Stadt Ruhla. Die 1661 eingeweihte Concordiakirche ist eine der wenigen Winkelkirchen in Deutschland und die einzige, deren ursprünglicher Bauzustand erhalten wurde.

## Geschichte

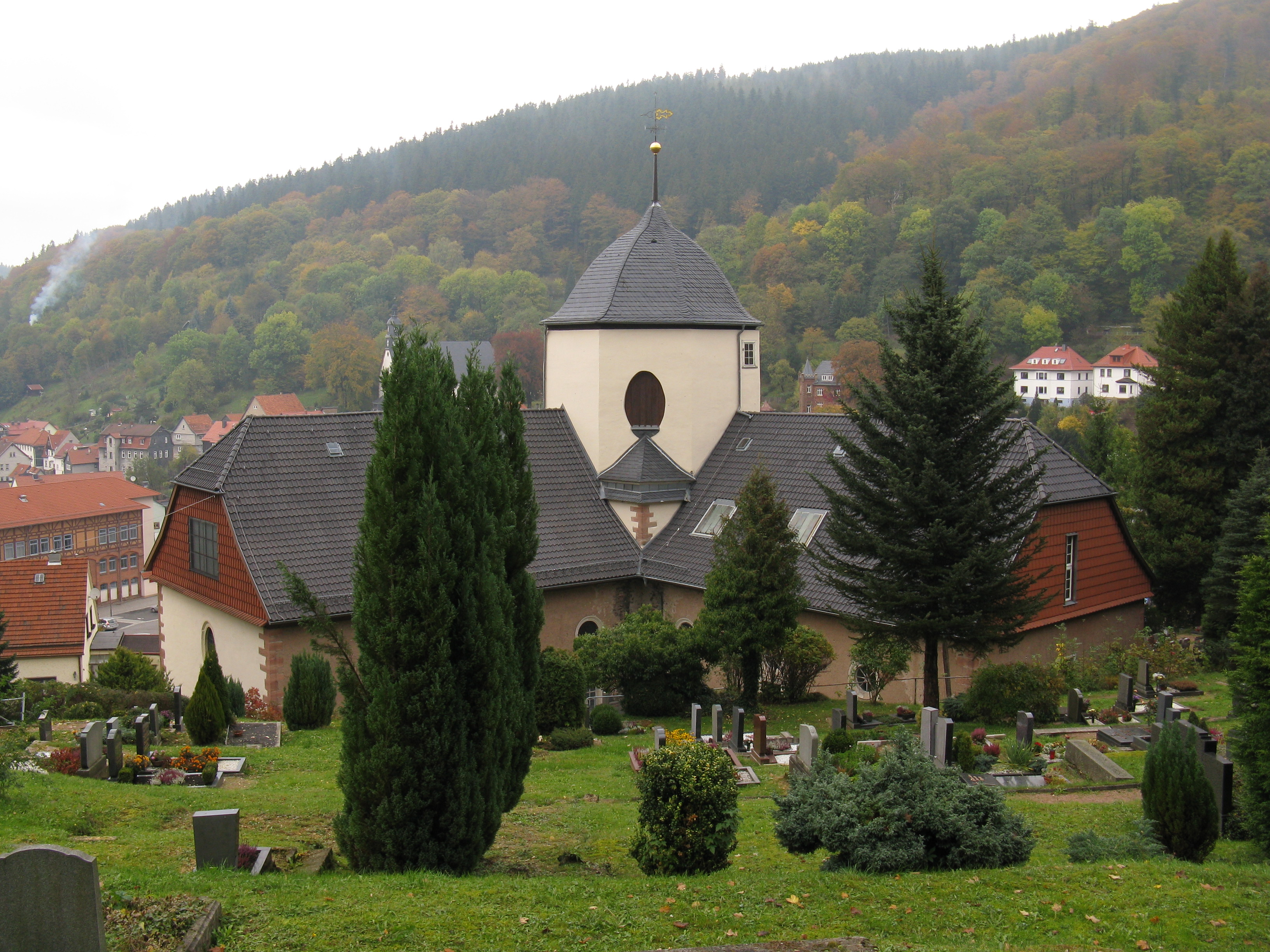
Blick von Süden

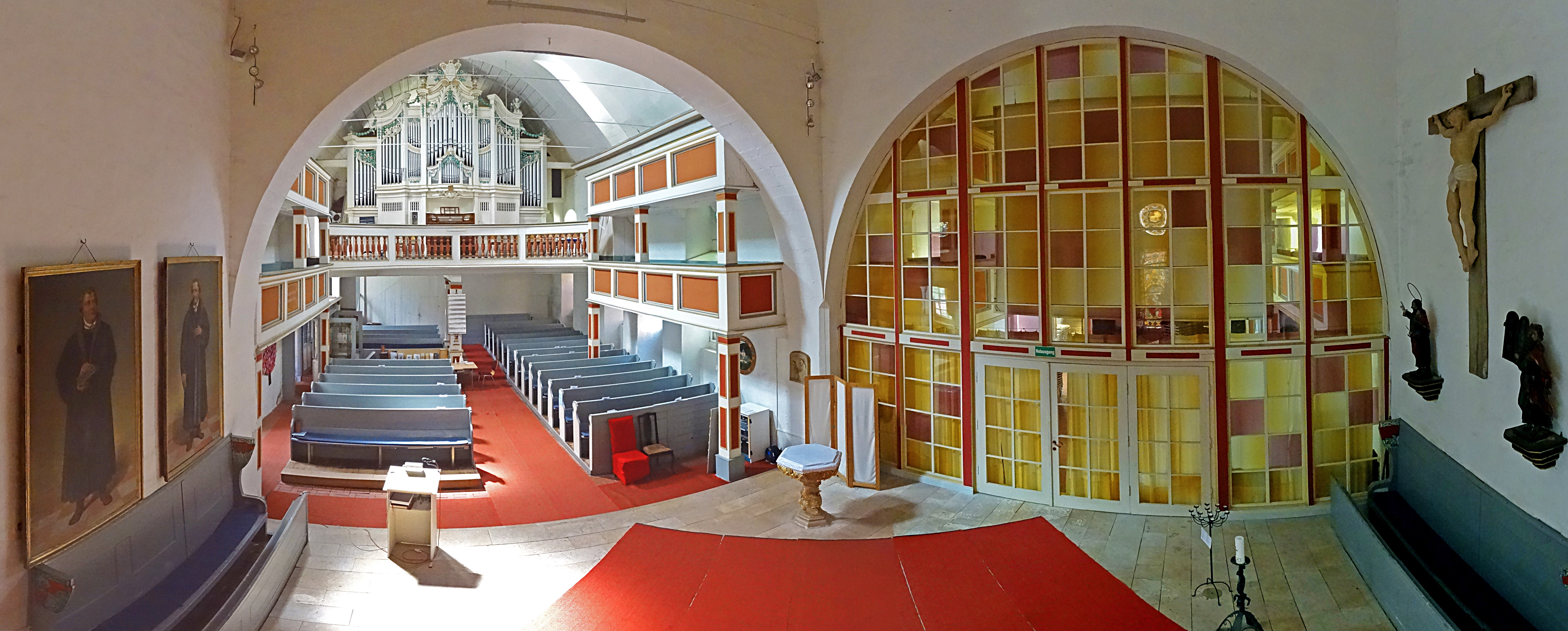
Innenraum-Panorama

Die beiden Schiffe der Kirche bilden einen rechten Winkel. Für Planung war der fürstliche Baumeister Johann Moritz Heinrich Richter aus Weimar verantwortlich.

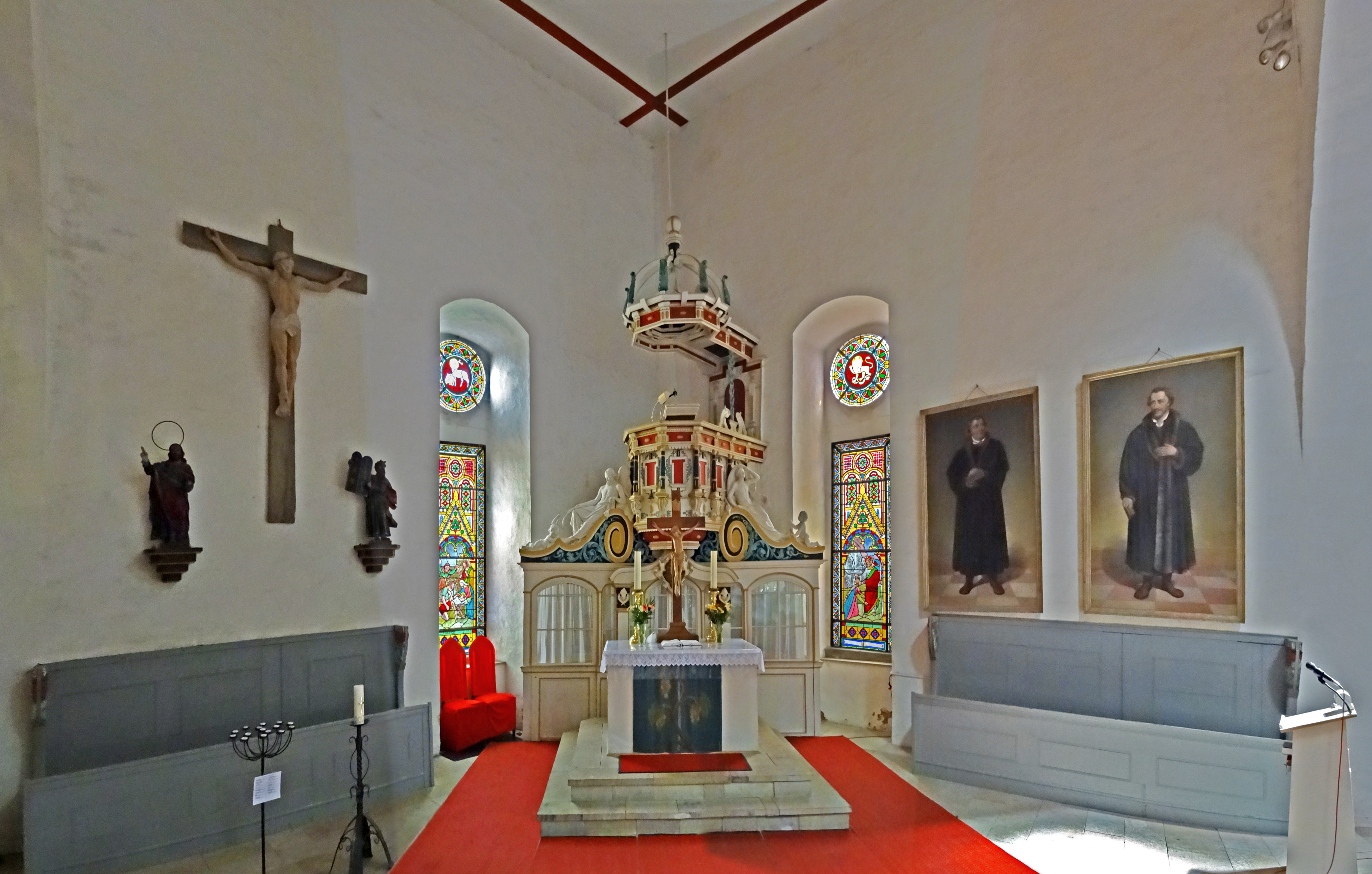
Altar-Ecke

Der niedrige Turm ist im Inneren als Altarraum gestaltet und durch Rundbögen von den völlig gleich gestalteten Schiffen getrennt. Die Kirchgemeinde nutzte die Kirche nach Geschlechtern getrennt: Der südliche Saal wurde als Weiber-, der westliche als Männerkirche bezeichnet, die Frauen durften auf dem Weibergestühl Platz nehmen, während den Männern in ihrem Bereich die zweigeschossigen Emporen zur Verfügung standen, die später bestuhlt wurden.
Die Kirche war keine landesherrliche Stiftung, sondern wurde durch freiwillige Spenden der Gemeindeglieder von damals 4174 Gulden finanziert. Davor herrschte ein heftiger Streit um die Nutzungsrechte an der zweiten evangelischen Kirche Ruhlas, der Trinitatiskirche. Diese befindet sich auf dem Gebiet, welches zum gothaischen Stadtteil Ruhlas gehörte. Mit dem Bau der St.-Concordia-Kirche besaß auch der eisenach-weimarische Stadtteil ein eigenes Gotteshaus.
Der Name Concordia (lat. „Eintracht“) sollte die Einigkeit der Stadtteile Ruhlas fördern.
Mit der 1608 fertiggestellten Stadtkirche Freudenstadt gibt es in Deutschland eine weitere Kirche, die mit einem L-förmigen Grundriss errichtet wurde. Sie wurde im Zweiten Weltkrieg erheblich beschädigt und anschließend in vereinfachten Formen wieder aufgebaut. Die Ruhlaer Kirche ist damit die einzige im ursprünglichen Bauzustand. Darüber hinaus gibt es Kirchen mit L-förmigem Grundriss, die durch den nachträglichen Anbau des zweiten Kirchenschiffs entstanden sind, etwa die 1504 erbaute Nikolaikirche in Elsfleth, die 1690 in dieser Form erweitert wurde. 
Zur Ausstattung der Kirche in Ruhla gehört ebenfalls der Taufstein, eine Schenkung der Ruhlaer Messerschmiedezunft. Ursprünglich gefertigt für St. Trinitatis auf der gegenüber gelegenen Talhälfte.
Der Südflügel erhielt 1708 zweigeschossige Emporen. Am Innen-Winkel der beiden aufeinander stoßenden Schiffe, der Kanzel gegenüber, befand sich laut Kirchenchronik bis 1938 der sogenannte Fürstenstand. Es ist nicht bekannt, warum er entfernt wurde.
In den 1980er Jahren wurde das nicht mehr benötigte Westschiff durch eine Glaswand abgetrennt und als Gemeindesaal hergerichtet, in dem vielerlei Veranstaltungen stattfinden.

## Orgel
Im Jahre 1911 wurde anlässlich des 250-jährigen Bestehens der Kirche im Südflügel eine neue Orgel errichtet. Die Gebrüder Jehmlich schufen ein Instrument mit 36 Registern auf zwei Manualen und Pedal. Die Spiel- und Registertrakturen sind pneumatisch. Eine Restaurierung erfolgte 2011 durch die Firma Orgelbau Kutter. Die Disposition lautet wie folgt:
| I Hauptwerk C–g3 |              |        |
| 01.              | Bordun       | 16′    |
| 02.              | Principal    | 08′    |
| 03.              | Konzertflöte | 08′    |
| 04.              | Gedackt      | 08′    |
| 05.              | Quintatön    | 08′    |
| 06.              | Gambe        | 08′    |
| 07.              | Dolce        | 08′    |
| 08.              | Oktave       | 04′    |
| 09.              | Gemshorn     | 04′    |
| 10.              | Rohrflöte    | 04′    |
| 11.              | Quinte       | 02 ⁄3′ |
| 12.              | Oktave       | 02′    |
| 13.              | Mixtur IV    |        |
| 14.              | Cornett III  | 0      |
| 15.              | Trompete     | 08′    |

| II Schwellwerk C–g3 |                         |     |
| 16.                 | Gedackt                 | 16′ |
| 17.                 | Geigenprincipal         | 08′ |
| 18.                 | Rohrflöte               | 08′ |
| 19.                 | Gemshorn                | 08′ |
| 20.                 | Salicional              | 08′ |
| 21.                 | Violine                 | 08′ |
| 22.                 | Aeoline                 | 08′ |
| 23.                 | Vox Coeleste            | 08′ |
| 24.                 | Fugara                  | 04′ |
| 25.                 | Traversflöte            | 04′ |
| 26.                 | Waldflöte               | 02′ |
| 27.                 | Harmonia Aetheria III 0 | 0   |
| 28.                 | Oboe                    | 08′ |

| Pedal C–f1 |               |     |
| 29.        | Subbass       | 16′ |
| 30.        | Violonbass    | 16′ |
| 31.        | Zartbaß       | 16′ |
| 32.        | Principalbass | 08′ |
| 33.        | Flötenbass    | 08′ |
| 34.        | Violoncello   | 08′ |
| 35.        | Dolcebass     | 08′ |
| 36.        | Posaunenbass  | 16′ |

- Koppeln:
  - Normalkoppeln: II/I, I/P, II/P
  - Superoktavkoppeln: I/I, II/I
  - Suboktavkoppeln: II/I

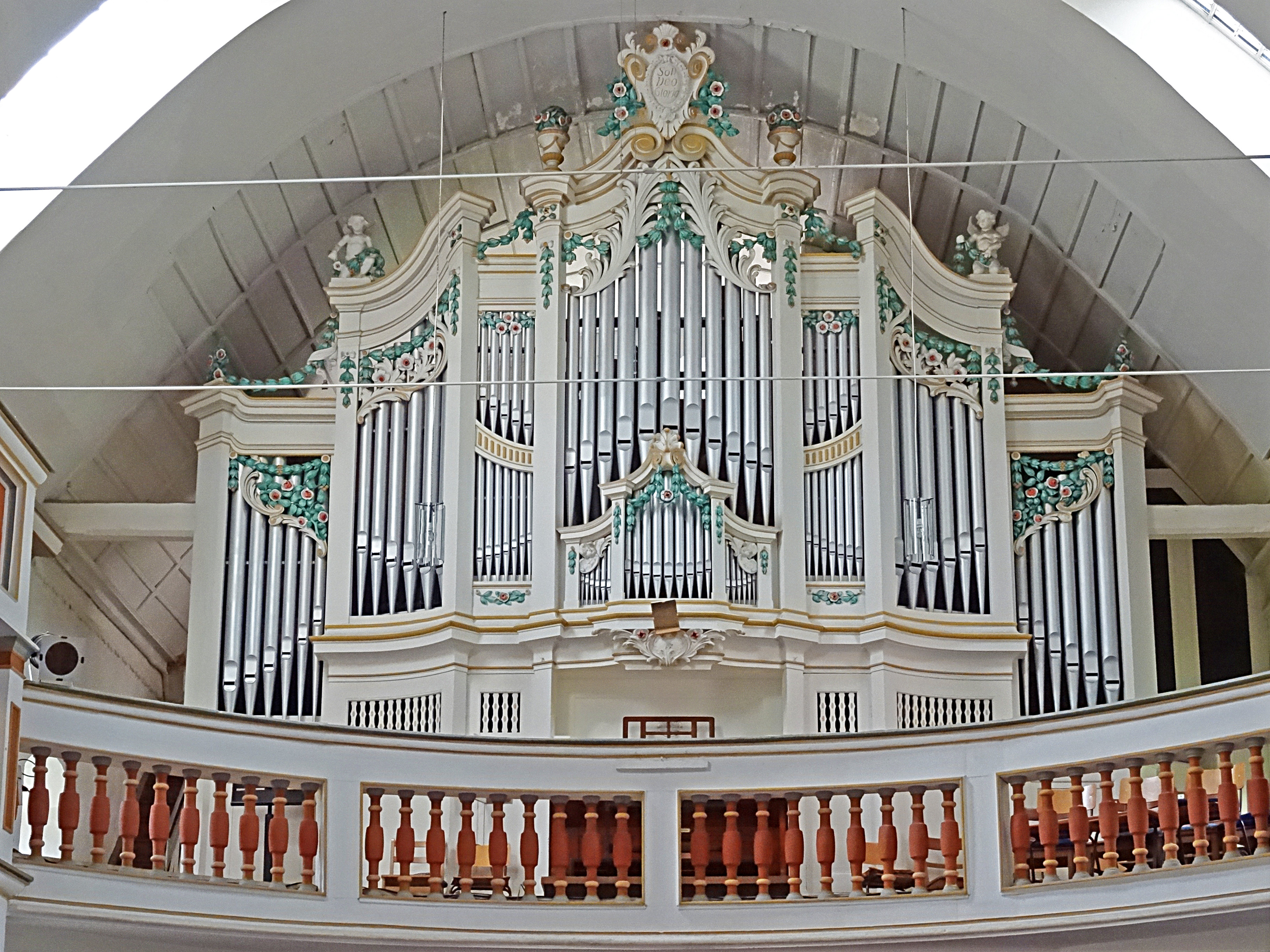
Prospekt der Jemlich-Orgel

- Spielhilfen: Handregister ab, Rohrwerke ab, Koppeln ab, Pedalumschaltung, Druckregelung Pedal, Registercrescendo, zwei Freie Kombinationen, Feste Kombinationen: Piano, Mezzo Forte, Forte, Fortissimo

## Glocken
Zur Concordiakirche gehört auch ein dreistimmiges Glockengeläut, das allerdings nicht im Kirchturm, sondern in einem eigenen Glockenhaus ein wenig abseits auf dem umgebenden Friedhof. Die große und die kleine Glocke, Eisenhartgussglocken, wurden im Jahr 1918 von der Gießerei Schilling & Lattermann in Apolda/Morgenröthe-Rautenkranz gegossen. Die dritte Glocke wurde von der Kunst- und Glockengießerei Lauchhammer 1998 als Ersatz für eine zuvor gesprungene Glocke gegossen.
| Glocke | Gewicht    | Schlagton | Inschrift Schulter                                                  |
| ------ | ---------- | --------- | ------------------------------------------------------------------- |
| 1      | ~ 3400 kg0 | h°        | EIN‘ FESTE BURG IST UNSER GOTT EIN‘ GUTE WEHR UND WAFFEN            |
| 2      | 01142 kg   | e'        | DIESE GLOCKE TRAGE WEITHIN DEN RUF INS TAL: „GOTT SCHÖTZ UNSE RUHL“ |
| 3      | ~ 715 kg   | gis'      | HOLDER FRIEDE, SUESSE EINTRACHT WEILET, FREUNDLICH UEBER DIESEN     |

## Pfarrer
Erster Pfarrer der Kirche St. Concordia war Gabriel Treiber, er wurde 1630 in Bad Langensalza geboren. Heutiger Pfarrer ist Gerhard Reuther.